# Susan Howard
Susan Howard (* 28. Januar 1944 in Marshall, Texas; eigentlich Jeri Lynn Mooney) ist eine US-amerikanische Schauspielerin.

## Leben
Zwei Jahre verbrachte Susan Howard an der Universität von Texas, bevor es sie nach Hollywood zog. Einige Jahre war sie Mitglied der Los Angeles Repertory Company. Ab Mitte der 1960er Jahre erhielt sie ihre ersten Gastrollen in Fernsehserien, u. a. in Bonanza, Bezaubernde Jeannie, Columbo und Raumschiff Enterprise.
Größere Bekanntheit erreichte sie vor allem durch zwei Fernsehrollen. Von 1974 bis 1976 spielte sie die Rolle von Maggie, der Ehefrau der von Barry Newman dargestellten Hauptfigur Tony Petrocelli, in der Fernsehserie Petrocelli. Diese Rolle brachte ihr Nominierungen für den Emmy Award und den Golden Globe Award ein. Ihren Bekanntheitsgrad steigerte sie ab 1979 mit der Rolle der Donna Culver Krebbs in der Fernsehserie Dallas. Nach ihrem ursprünglich als einmaligen Gastauftritt geplanten Erscheinen in Dallas waren die Produzenten so von Susan Howard beeindruckt, dass sie ihre Rolle ausbauten, in der sie schließlich neun Jahre verblieb.
Der spätere US-Präsident George W. Bush ernannte sie während seiner Amtszeit als Gouverneur von Texas zum Commissioner for the Texas Parks and Wildlife Department – wodurch sie von ihrer Rolle als Donna Culver Krebbs eingeholt wurde, die sich in Dallas ebenfalls der Politik verschrieben hatte.

## Filmografie (Auswahl)
- 1966: Teils heiter, teils wolkig (Love on a Rooftop, Fernsehserie, Folge 1x07)
- 1968: Der Mann von gestern (The Second Hundred Years, Fernsehserie, Folge 1x23)
- 1968: Tarzan (Fernsehserie, Folge 2x25)
- 1968: Raumschiff Enterprise (Star Trek: The Original Series, Fernsehserie, Folge 3x07 Das Gleichgewicht der Kräfte)
- 1968/1969: Bezaubernde Jeannie (I Dream of Jeannie, Fernsehserie, 2 Folgen)
- 1969: Der Chef (Ironside, Fernsehserie, Folge 2x25 Liebe und Tod)
- 1969: Die Leute von der Shiloh Ranch (The Virginian, Fernsehserie, Folge 8x03 Urlaub aus der Hölle)
- 1969: Bonanza (Fernsehserie, Folge 11x07 Ben Cartwright hat Vertrauen)
- 1969: Planet der Giganten (Land of the Giants, Fernsehserie, Folge 2x07)
- 1969/1971: Mannix (Fernsehserie, 2 Folgen)
- 1971: FBI (The F.B.I., Fernsehserie, Folge 6x17)
- 1971–1972: Wo die Liebe hinfällt (Love American Style, Fernsehserie, 3 Folgen)
- 1972: Kobra, übernehmen Sie (Mission: Impossible, Fernsehserie, Folge 6x18)
- 1972: Columbo: Wenn der Eismann kommt (The Most Crucial Game, Fernsehreihe)
- 1973: The Bold Ones: The New Doctors (Fernsehserie, Folge 4x13)
- 1973: Dr. med. Marcus Welby (Marcus Welby, M.D., Fernsehserie, 2 Folgen)
- 1973/1977: Barnaby Jones (Fernsehserie, 2 Folgen)
- 1974: Indict and Convict (Fernsehfilm)
- 1974: Petrocelli – Nächtliche Spiele (Night Games, Fernsehfilm)
- 1974–1976: Petrocelli (Fernsehserie, 45 Folgen)
- 1976: Detektiv Rockford – Anruf genügt (The Rockford Files, Fernsehserie, Folge 3x04 Ehrlich währt oft kürzer)
- 1977: Bloody Whiskey (Moonshine County Express)
- 1977: Sidewinder 1
- 1977: Tod an Bord (Killer on Board, Fernsehfilm)
- 1977: Der Weg nach Oregon (The Oregon Trail, Fernsehserie, Folge 1x09)
- 1979: Vegas (Vega$, Fernsehserie, Folge 2x10)
- 1979–1987: Dallas (Fernsehserie, 198 Folgen)
- 1980: Love Boat (The Love Boat, Fernsehserie, Folge 4x08)
- 1993: Come the Morning